# Danilo (ur. 2001)
Danilo dos Santos de Oliveira (ur. 29 kwietnia 2001 w Salvadorze) – brazylijski piłkarz występujący na pozycji defensywnego pomocnika, od 2023 roku zawodnik angielskiego Nottingham Forest.